# Reinhold Senn
Reinhold Senn (Imst, 6 dicembre 1936 – Zams, 1º giugno 2023) è stato uno slittinista austriaco.

## Biografia
Gareggiò per la nazionale austriaca sia nel singolo che nel doppio, ottenendo importanti risultati in entrambe le specialità. Nel doppio fece coppia inizialmente con Josef Feistmantl e dal 1961 con Helmut Thaler.
Prese parte ad una edizione dei Giochi olimpici invernali, ad Innsbruck 1964, occasione in cui vinse la medaglia d'argento nel doppio e si classificò in ventunesima piazza nel singolo.
Prese parte altresì a sette edizioni dei campionati mondiali, ottenendo come migliore risultato la medaglia di bronzo a Girenbad 1961 nel singolo, mentre nel doppio il suo risultato più importante fu il quarto posto in quella stessa edizione iridata. Nelle rassegne continentali vinse la medaglia d'argento nel doppio a Schönau am Königssee 1967.
Si ritirò dalle competizioni dopo i campionati mondiali di Schönau am Königssee 1969.

## Palmarès

### Olimpiadi
- 1 medaglia:
  - 1 argento (doppio a Innsbruck 1964).

### Mondiali
- 1 medaglia:
  - 1 bronzo (singolo a Girenbad 1961).

### Europei
- 1 medaglia:
  - 1 argento (doppio a Schönau am Königssee 1967).